# Jacques Bron
Jacques Bron, né le 18 février 1927 à Orbe et mort le 13 mars 2015, est un écrivain, auteur dramatique et enseignant vaudois.

## Biographie
Jacques Bron enseigne la méthodologie générale à l'École normale de Lausanne. Très attiré par le théâtre, il écrit une trentaine de pièces, comédies en un ou plusieurs actes, et drames avec chœurs (Le Pain amer, L'Eau sauvage, Le Chasseur de rêves, etc.)
Jacques Bron collabore aux émissions dramatiques de la Radio suisse romande de 1956 à 1992, en abordant tous les genres (comique, psychologique, religieux, historique, fantastique). La Guerre des Livres, mêlant voix parlées et instruments de musique, créée en 1958 au « Banc d'essai » de Radio-Lausanne (musique de Géo Voumard), est également diffusée par la Radio belge. Il participe régulièrement aux émissions policières (séries Énigmes et Aventures et Alerte à la drogue en particulier), dont plusieurs sont reprises en traduction par les Radios suisse-alémanique et tessinoise. Jacques Bron écrit également des adaptations d'œuvres littéraires (Guy de Maupassant) et des feuilletons.
Jacques Bron publie deux romans ainsi que plusieurs recueils de nouvelles et des récits destinés à la jeunesse. En tant que journaliste Jacques Bron collabore au Service de presse suisse et à plusieurs journaux et revues, trois recueils de chroniques au ton léger sont publiées. Parolier, il écrit plus de cent textes de chœurs mis en musique par des compositeurs romands.
Président de la Société romande des auteurs dramatiques de 1966 à 1969 et de l'Association vaudoise des écrivains de la 1989 à 1994, membre de la Société suisse des auteurs et compositeurs dramatiques et de Pro Litteris, Jacques Bron fonde en 1949, avec le pasteur Albert Girardet, le Théâtre des Jeunes de l'Église nationale. Lauréat de nombreuses distinctions, Jacques Bron reçoit en 1969, le Prix suisse de la Société des auteurs et compositeurs dramatiques, en 1974, le Prix de la Fondation Paul Budry, en 1981, le Prix du jury et des auditeurs dans le cadre du Concours policier de la Radio romande et en 1994, le Prix des écrivains vaudois.

## Sources
1. ↑  « Féru d’écriture, Jacques Bron a rangé sa plume », 18 mars 2015 (consulté le 20 mai 2024)

- « Jacques Bron », sur la base de données des personnalités vaudoises sur la plateforme « Patrinum » de la Bibliothèque cantonale et universitaire de Lausanne.
- Anne-Lise Delacrétaz, Daniel Maggetti, Écrivaines et écrivains d'aujourd'hui, p. 47-48
- Histoire de la littérature en Suisse romande, sous la direction de Roger Francillon, vol. 3, p. 207. (l'auteur courrier novembre 2007) [BCU/Doc. vaudoise/bs/2010/06]